# 1032
Cette page concerne l'année 1032  du calendrier julien. Pour l'année 1032 av. J.-C., voir 1032 av. J.-C.
L'année 1032 est une année bissextile qui commence un samedi.

## Événements
- Juillet : grêle puis tempête sur la vallée de la Loire et en Bourgogne, dévastant les vignes et détruisant les récoltes. Début d'une grande famine (fin en 1033). Des cas de cannibalisme sont avérés[1].
- 6 septembre : mort à Lausanne de Rodolphe III de Bourgogne sans descendance. La Provence, la Savoie et le comté de Bourgogne sont incorporés au Saint-Empire. Eudes II de Blois suscite contre son oncle l'empereur Conrad II le Salique la révolte des féodaux et des prélats du royaume de Bourgogne (fin en 1034)[2].
- 21 octobre : début du premier pontificat de Benoît IX (fin en 1044). Theophylacte, des comtes de Tusculum devient pape à l’âge de douze ans[3].

- Robert, frère du roi de Francie occidentale Henri Ier reçoit le duché de Bourgogne. C'est le début d'une grande rivalité entre les deux frères[1].
- Signature d'un traité entre Iaroslav le Sage de Kiev et le futur roi de Norvège Harald Sigurdsson pour la défense des frontières du nord : Harald se rend à Kiev et épouse Élisabeth, fille de Iaroslav[4].
- Fondation du monastère de Sázava par Ulrich de Bohême et Procope de Sázava près de Prague[5].